# Bruno von Boehmer

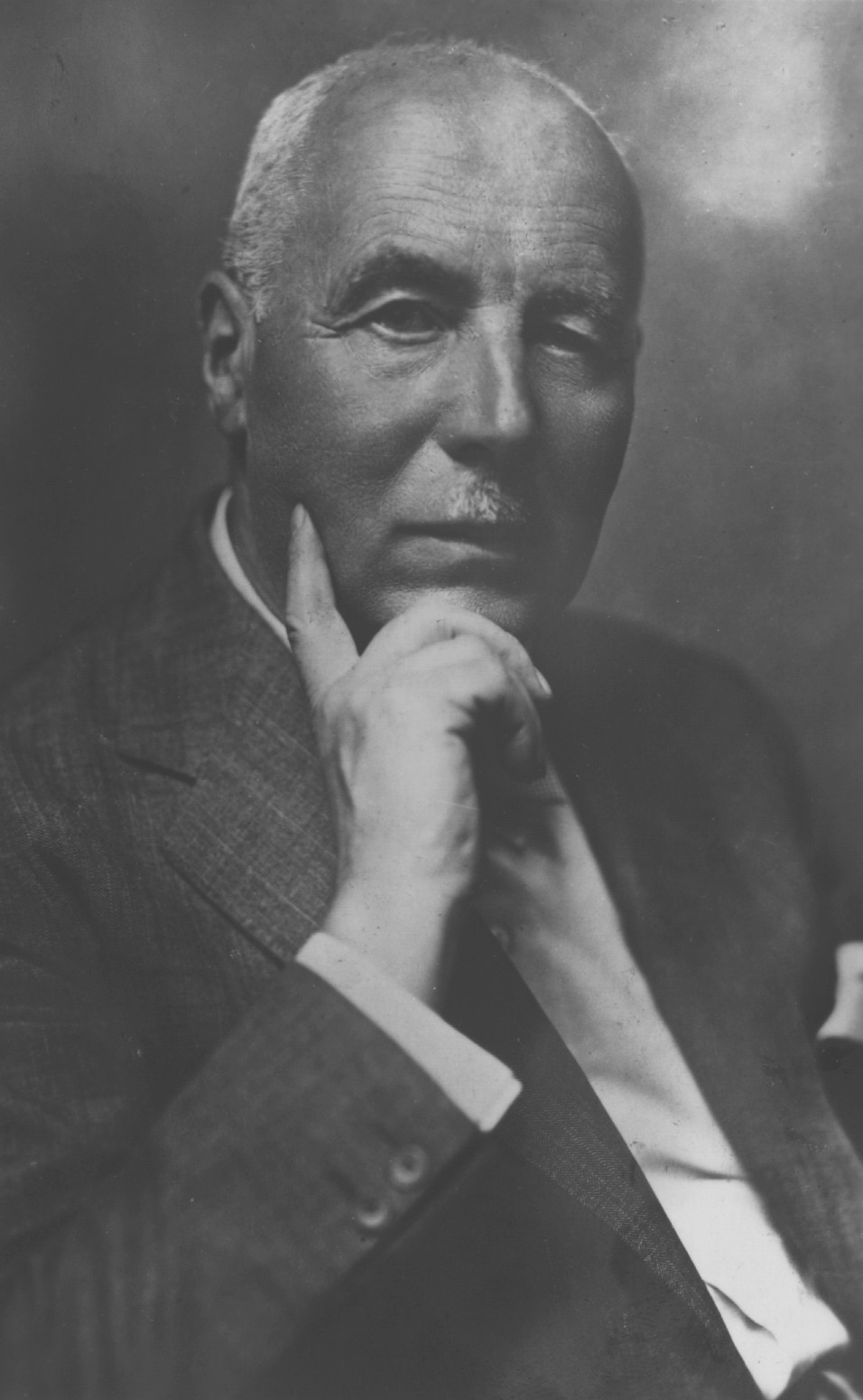
Bruno von Boehmer, 1941

Bruno von Boehmer (* 30. Mai 1866 in Potsdam; † 26. Juni 1943 in Wiesbaden; vollständiger Name: Carl Bruno von Boehmer oder Karl Bruno von Boehmer) war ein deutscher Wasserbau-Ingenieur und Baubeamter. Er entwarf und leitete von 1897 bis 1907 die Modernisierung der Wasserversorgung großer Teile Rheinhessens und gilt damit als Pionier der kommunalen Wasserversorgung Deutschlands zu Beginn des 20. Jahrhunderts.

## Kindheit
Bruno von Boehmer war das jüngste Kind des preußischen Kreisgerichtsrats  Justus Henning Friedrich von Böhmer (1807–1867) und der Friederike Auguste von Görzke (1823–1866) und stammte damit in fünfter Generation von Justus Henning Böhmer aus der Juristenfamilie Böhmer/von Boehmer ab. Brunos Mutter starb keine zwei Monate nach seiner Geburt an Cholera, sein Vater weitere sechs Monate später an Lungentuberkulose. Damit wurden Bruno von Boehmer und seine drei noch lebenden Geschwister Vollwaisen. Notdürftig kamen sie bei verschiedenen Pflegeeltern unter, Bruno zunächst zur Tante väterlicherseits, Clara von Boehmer, dann für neun Jahre zur Tante mütterlicherseits, Carolina Louis, geb. von Görzke, in Berlin.

## Ausbildung

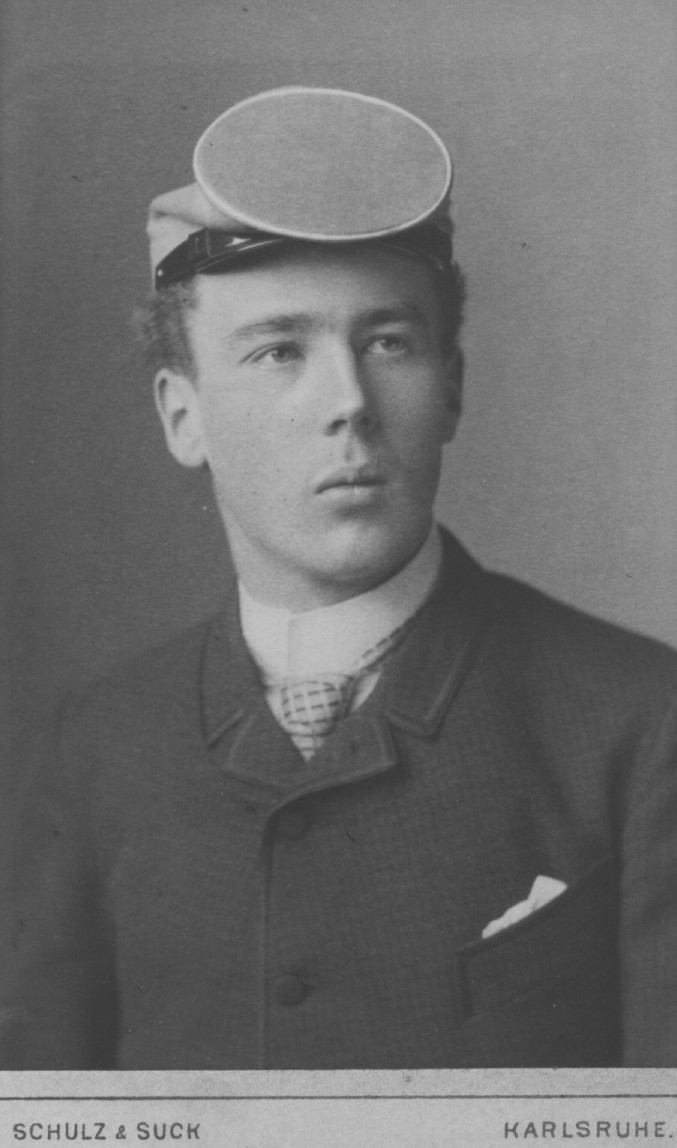
Bruno von Boehmer als Student, 1886

Von seinem neun Jahre älteren Bruder Hugo Erich von Boehmer finanziell unterstützt gelang es ihm, in Karlsruhe im damaligen Großherzogtum Baden in den Jahren 1891 bis 1896 Maschinenbau mit Abschluss als Ingenieur zu studieren. Kurz darauf zog er zur Aufnahme seines Berufs in das damalige Großherzogtum Hessen-Darmstadt um.

## Politische und wirtschaftliche Lage
1871 war das Großherzogtum Hessen-Darmstadt ein Bundesstaat im Deutschen Reich geworden. Eine seiner drei Provinzen war Rheinhessen mit Mainz als Hauptstadt. Zur Zeit von Boehmers regierte der als liberal geltende, Kunst und Wissenschaft fördernde Großherzog Ernst Ludwig (1868–1937). 1918 wurde aus dem Großherzogtum zunächst der Volksstaat Hessen, 1942 wurde der Reichsgau Hessen-Nassau gebildet.
Bis Ende des 19. Jahrhunderts hatten Bevölkerung und Wirtschaft der damaligen Provinz Rheinhessen deutlich zugenommen. Infolge geringer örtlicher Vorkommen und einer Reihe ungewöhnlich trockener Jahre konnte die Wasserversorgung dem nicht nachkommen; allmählich geriet sie in einen kritischen Zustand. Außerdem musste das Wasser in den meisten Gemeinden weit weg aus Quellen und kleinen Gewässern entnommen und auf stundenlangen Wegen mit Ochsenkarren herangekarrt werden.
Am 30. April 1895 wurde daher im Großherzogtum Hessen die Verordnung „für die Besorgung der örtlichen kulturtechnischen Geschäfte“ erlassen. So genannte Kulturinspektionen sollten nach technischen, aber auch nach rechtlichen Wegen (meist in Form von staatlich anerkannten „Vereinen“) suchen, um die Versorgung der Bevölkerung zu verbessern.

## Planung und Aufbau der Wasserversorgung
Als junger Wasserbau-Ingenieur erhielt Bruno von Boehmer Kenntnis von diesem Erlass im Nachbarstaat, verließ Karlsruhe und trat als Baurat in die Dienste des Großherzogs ein. Hier stieg er bereits 1897 – erst 31 Jahre alt – zum „Vorstand der Großherzoglichen Kulturinspektion in Mainz“ auf, also zum Leiter derjenigen Behörde, die in der Provinz Rheinhessen für die technische Infrastruktur zuständig war. Er war dabei direkt der Abteilung für Landwirtschaft, Handel und Gewerbe des Innenministeriums unterstellt. Zunächst informierte er sich über die aktuelle Lage der Wasserversorgung der Provinz. Dann unterbreitete er das Ergebnis 1902 dem Innenministerium in Form eines umfassenden „Berichts“. Darin schilderte er die bisherige Situation, dann den voraussichtlichen zukünftigen Wasserbedarf, schlug konkret vor, wie das technische, bauliche, rechtliche und organisatorische Verfahren der Wasserversorgung der Provinz Rheinhessen grundlegend verbessert werden könnte, und ergänzte diese Vorschläge durch detaillierte Wirtschaftlichkeitsberechnungen.
„Bericht“ an das Ministerium (1902), Vertrag (1906), Publikation (1907):

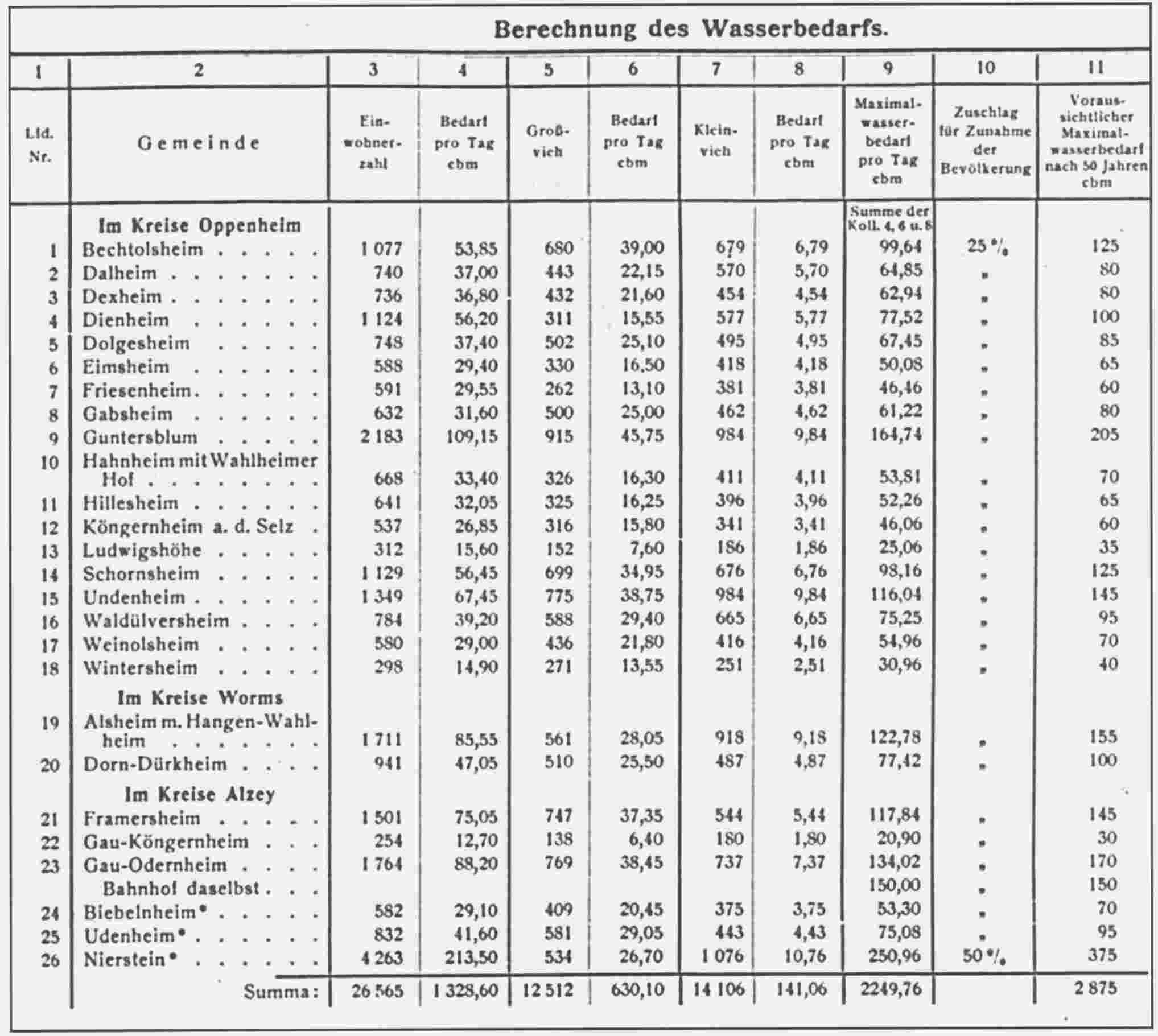
Schätzung des Wasserbedarfs
Vertrag Hochbehälter Schwabenheim a. d. Selz
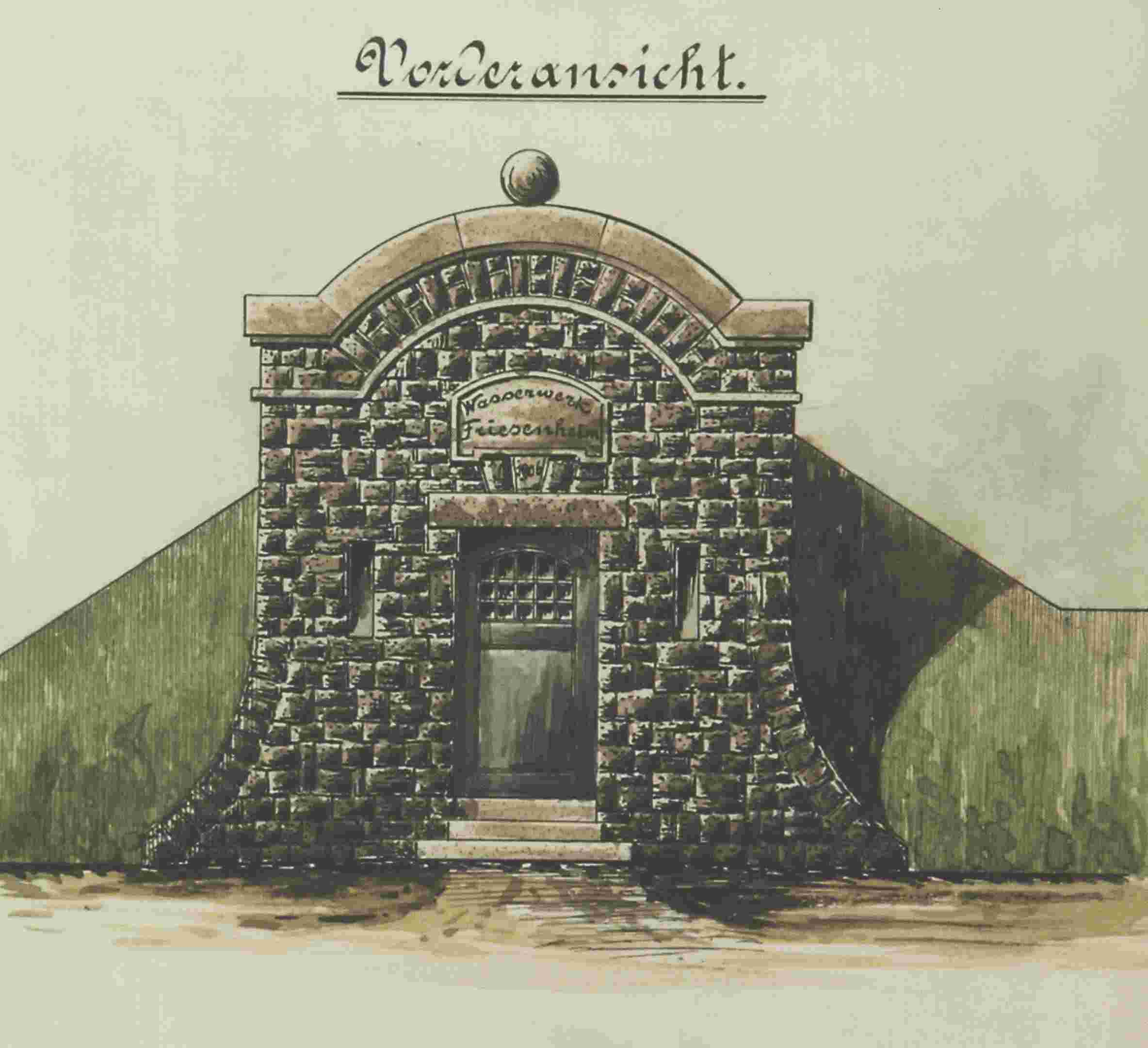
Ansicht Friesenheim
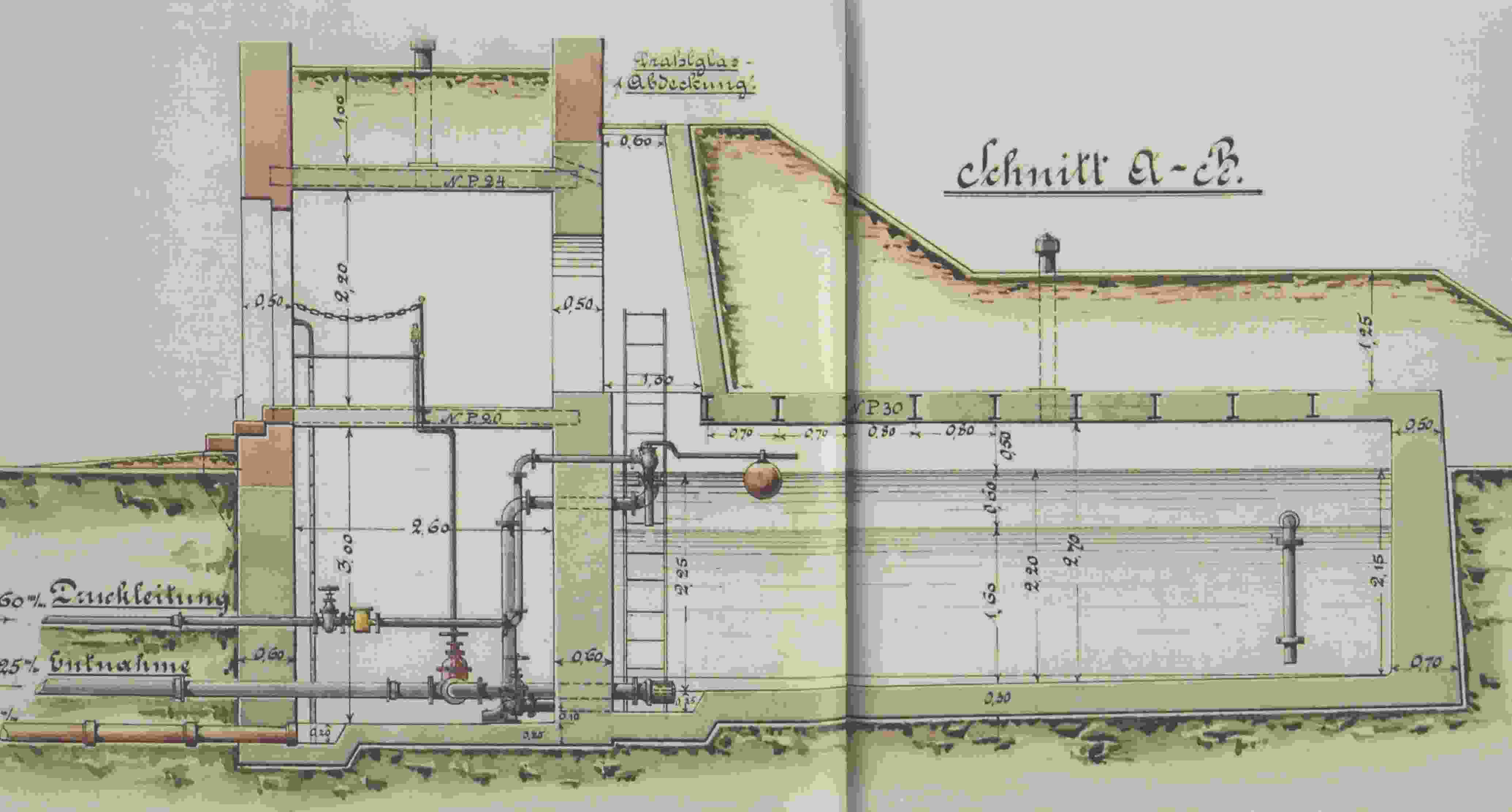
Schnitt Friesenheim
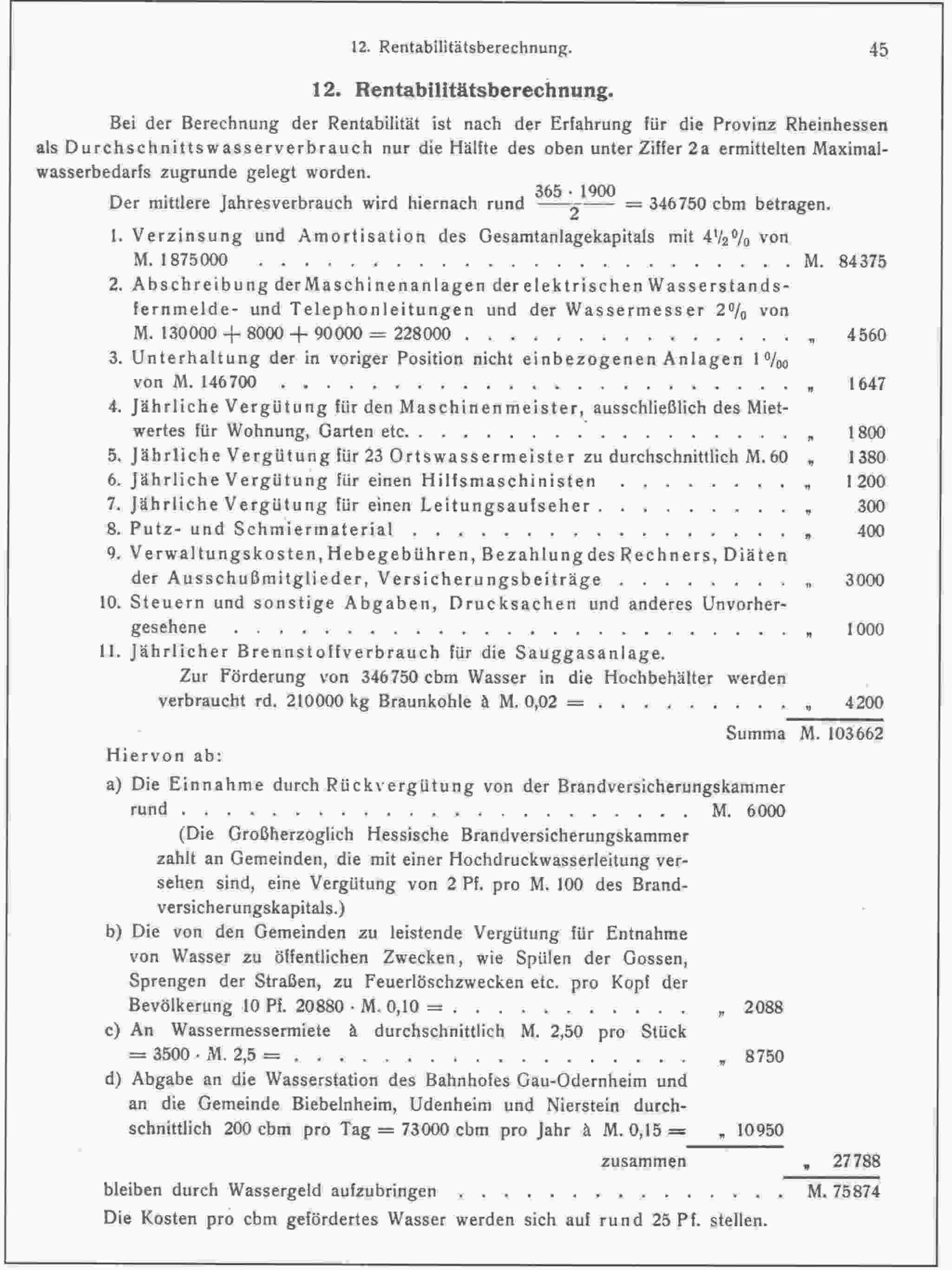
Schätzung der Wirtschaftlichkeit
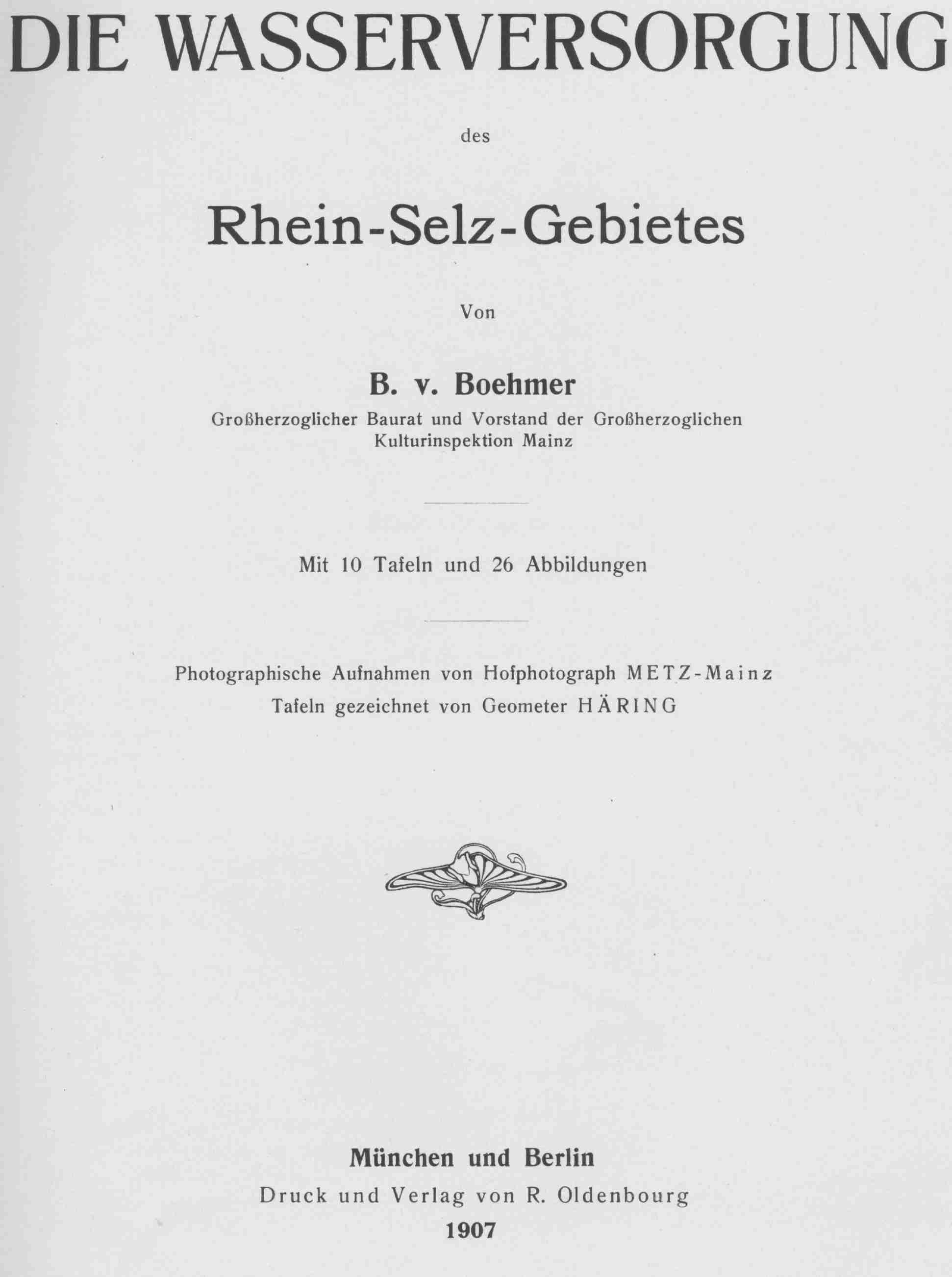
Zur Wasserversorgung des Rhein-Selz-Gebiets
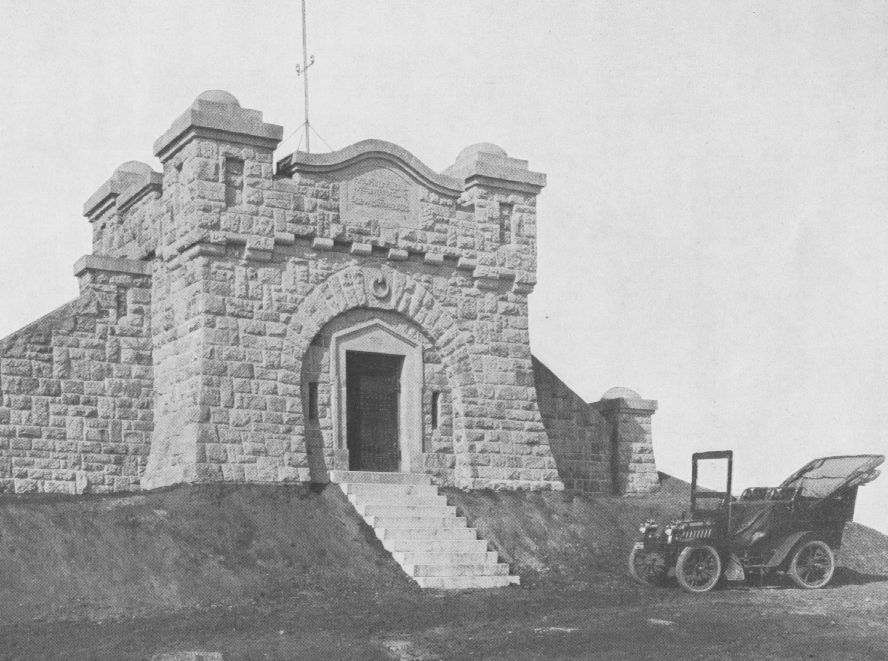
Haupt-hochbehälter Engelstadt (1907)
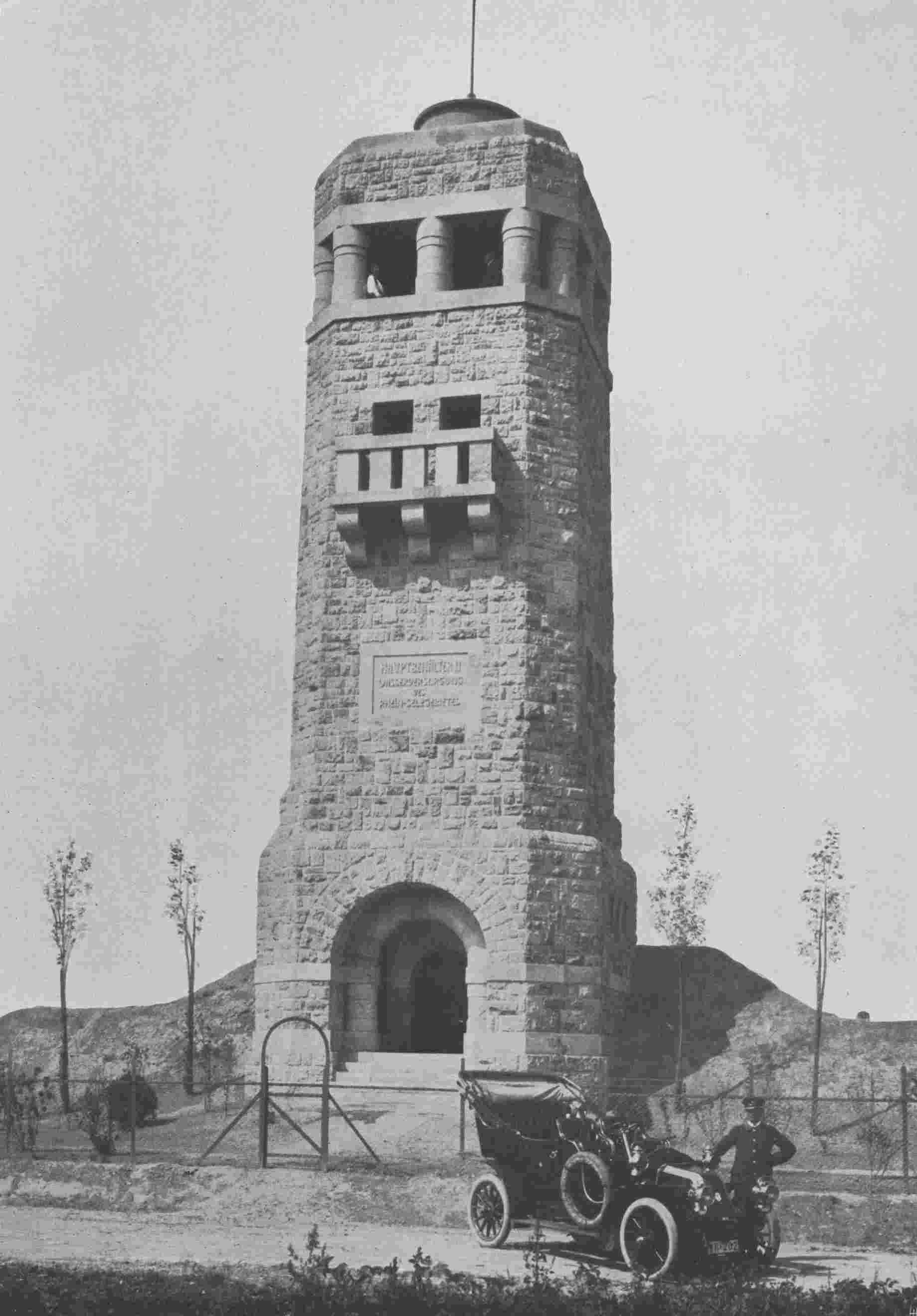
Hochbehälter Wintersheim (1907)

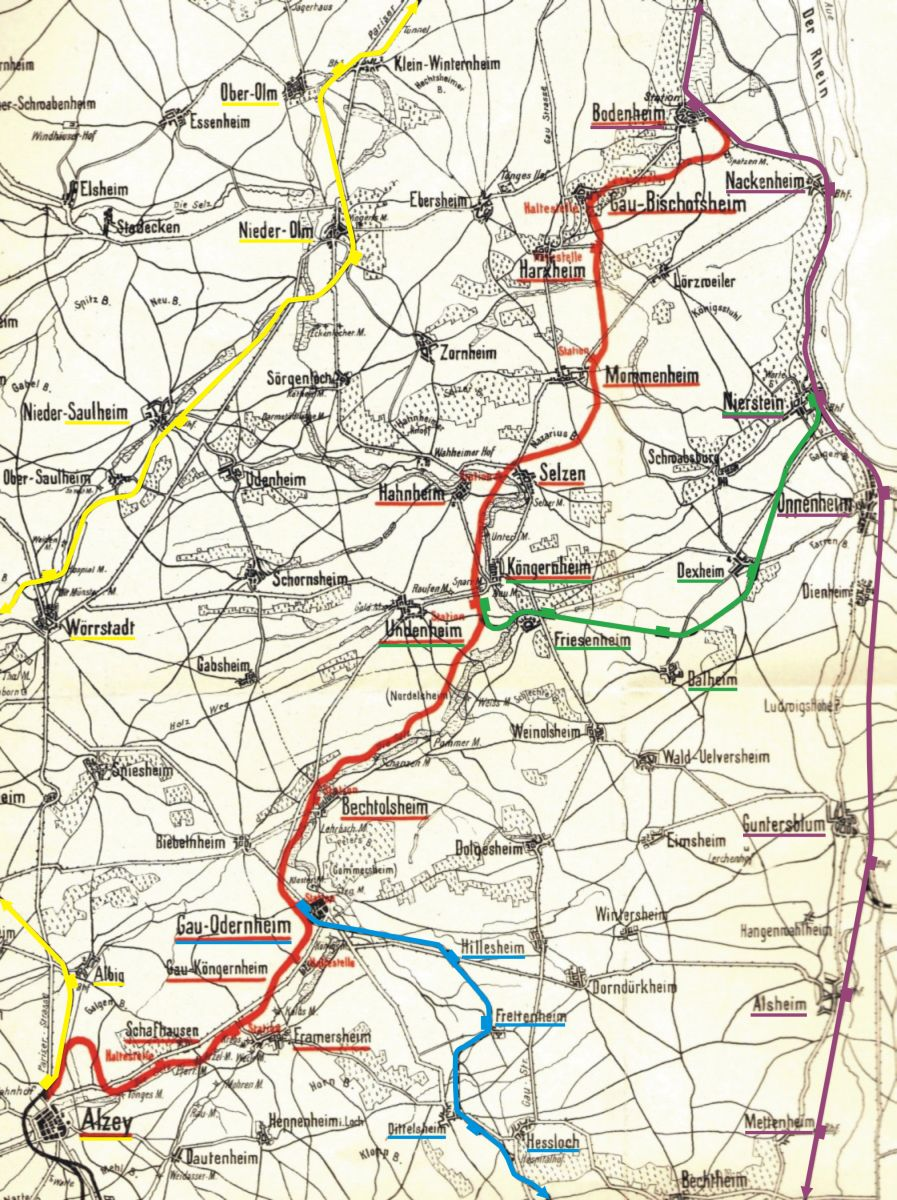
Rheinhessen und seine Bahnstrecken 1896

Im Kern beruhte das Neue an den Plänen von Boehmers darauf, technisch die Wasserversorgung von individueller Gewinnung aus Quellen und örtlichen Wasserläufen und Straßentransport umzustellen auf die systematische Filtration von Rheinwasser (Uferfiltration), gezielte technische Verbesserung (Aufbereitung) und Kontrolle der Wasserqualität, Vorratsspeicherung in Wasserbehältern in Form von Hochbehältern, Druckhaltung durch Pumpwerke sowie regionale leitungsgebundene Verteilung des Wassers (Leitungsnetz). Rechtlich-organisatorisch sollte diese technische Infrastruktur durch fünf noch zu gründende Zweckverbände überwacht, erhalten, verwaltet und abgerechnet werden. Mitglieder der Verbände sollten vor allem die Gemeinden sein; das Ganze sollte behördlich beaufsichtigt werden.
Der „Bericht“ von Boehmers an den Minister wurde 1904 durch die beiden Ständekammern der Provinz beraten und befürwortet. Im Oktober 1904 bewilligte das Ministerium die nötigen Geldmittel. Bereits im Frühjahr 1905 begannen die technischen Maßnahmen mit einer Versuchsanlage. Nach deren Auswertung ging das Projekt ab Mai 1906 in die Umsetzung. Mit der architektonischen Gestaltung der Gebäude war Wilhelm Lenz beauftragt.
Bereits im September 1907 waren die Arbeiten abgeschlossen, nach feierlicher Einweihung wurde die Wasserversorgung in Betrieb genommen. Abgesehen von Anlagen zur Gewinnung und Aufbereitung des Rheinwassers umfasste das System das Leitungs-, Regelungs- und Verteilungsnetz und zahlreiche Gebäude für Hochbehälter sowie einige Pumpstationen. Standorte waren insbesondere Bechtolsheim-Biebelnheim, Dalheim, Dexheim, Dienheim, Dorn-Dürkheim, Eimsheim und Dolgesheim, Engelstadt, Friesenheim, Gabsheim, Guntersblum, Hahnheim, Hangen-Wahlheim, Hillesheim, Mainz-Mombach, Ludwigshöhe, Schornsheim, Uelversheim, Undenheim, Weinolsheim und Wintersheim. Überwiegend wurde das Trinkwasser damals ohne Pumpstationen allein durch das Gefälle vom höchsten Gebäude des Systems, dem Haupt-Hochbehälter Wintersheim, an über 60 Ortschaften verteilt. Eine zeitgenössische Karte der Bahnstrecken in diesem Bereich nennt mehrere dieser Orte.
Die Bauten wurden gut in die Landschaft eingepasst. Von einigen wurden gleich zwei baugleich hergestellt, ansonsten aber haben sie ihren jeweils eigenen „Charakter“. Mit ihren Fassaden aus weiß-gelbem Flonheimer Sandstein und ihren Dächern aus rot-braun gestrichenem Titanzink-Blech sind sie in ihrer Linienführung geprägt vom damaligen Jugendstil. Viele sind weiterhin einbezogen in die Wasserversorgung Rheinhessens, einige wie etwa das Pumpwerk Guntersblum und der Hochbehälter Mainz-Mombach gelten heute zugleich als Industrie- bzw. Kulturdenkmal.
Dalheim – Dorn-Dürkheim, Ansicht um 2008:

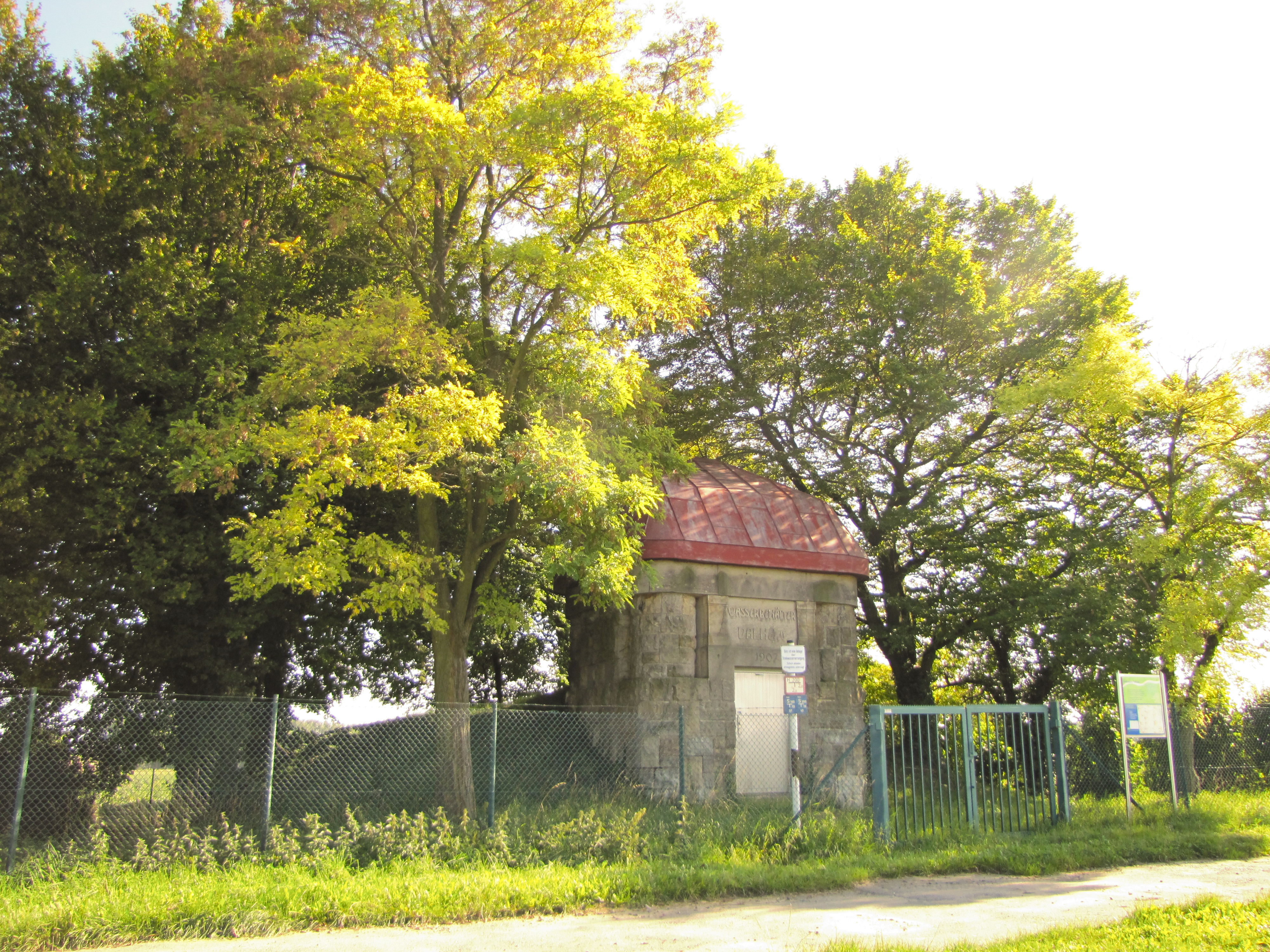
Hochbehälter Dalheim
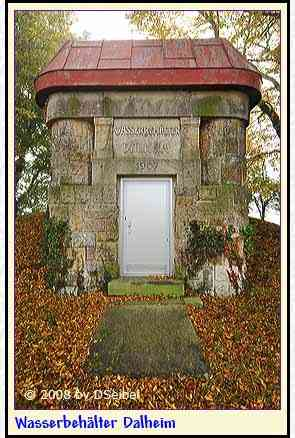
Hochbehälter Dalheim
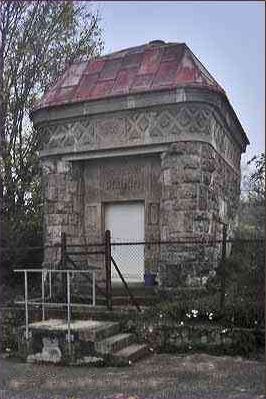
Hochbehälter Dexheim
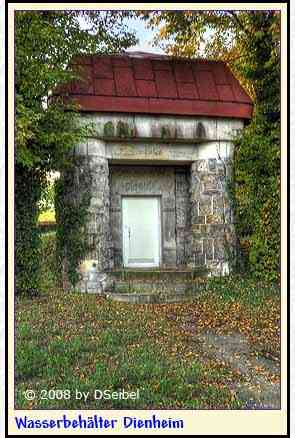
Hochbehälter Dienheim
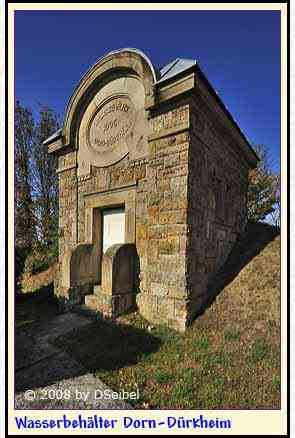
Hochbehälter Dorn-Dürkheim
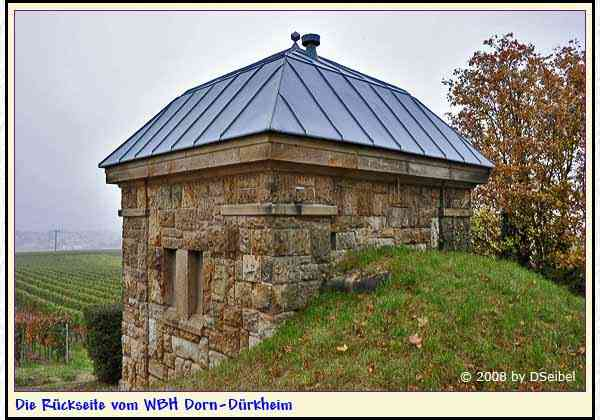
Hochbehälter Dorn-Dürkheim

Eimsheim-Dolgesheim – Hangen-Wahlheim, Ansicht um 2008:

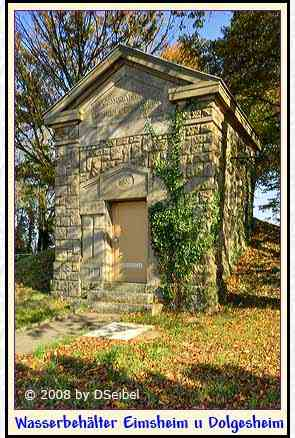
Hochbehälter Eimsheim-Dolgesheim
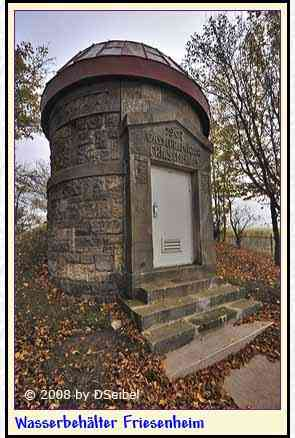
Hochbehälter Friesenheim
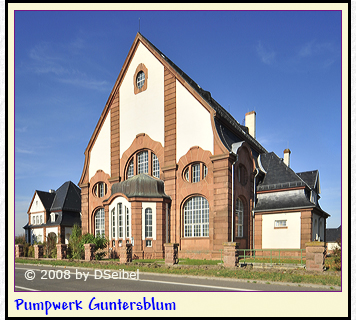
Pumpwerk Guntersblum
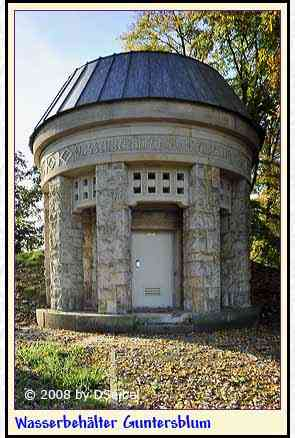
Hochbehälter Guntersblum
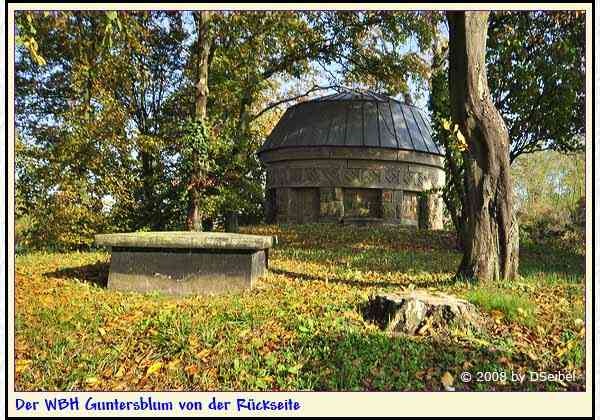
Hochbehälter Guntersblum
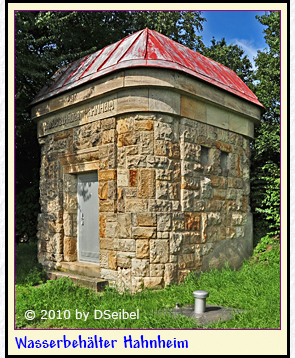
Hochbehälter Hahnheim
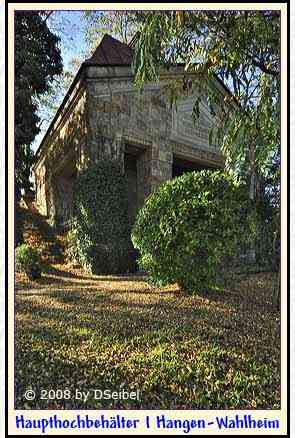
Haupt-Hochbehälter Hangen-Wahlheim

Hillesheim  – Wintersheim, Ansicht um 2008:

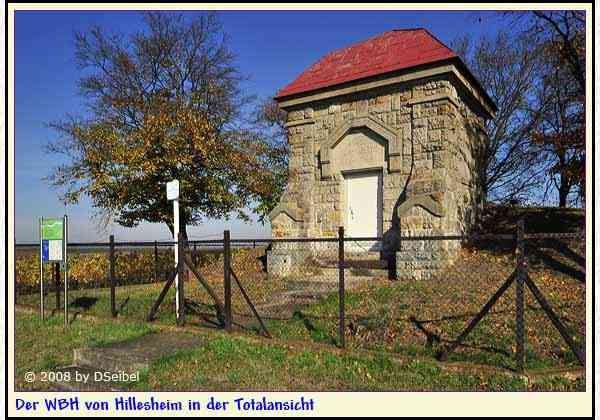
Hochbehälter Hillesheim
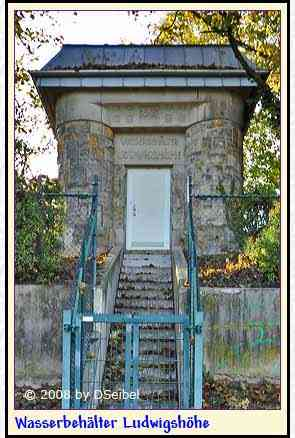
Hochbehälter Ludwigshöhe
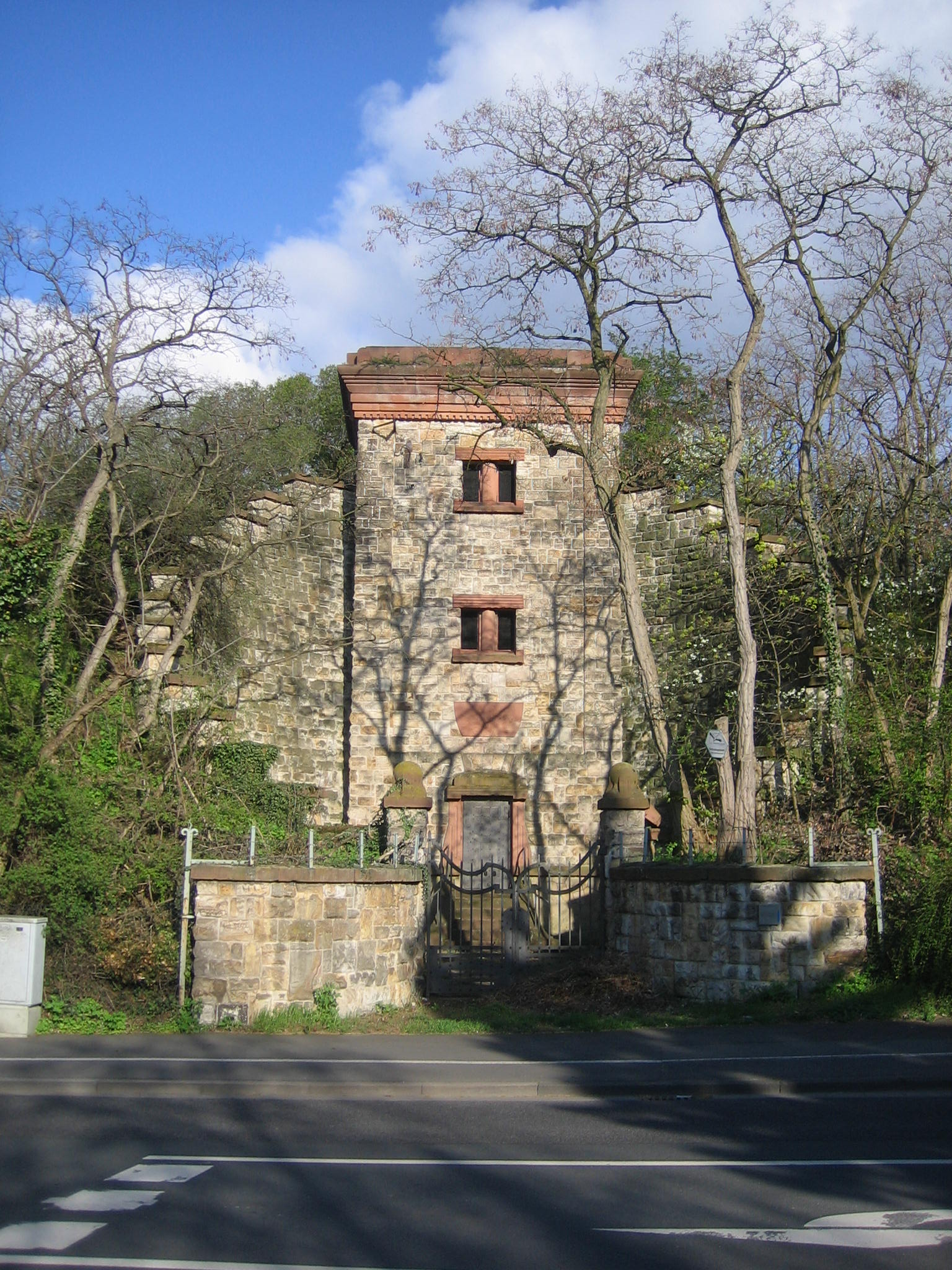
Hochbehälter Mainz-Mombach
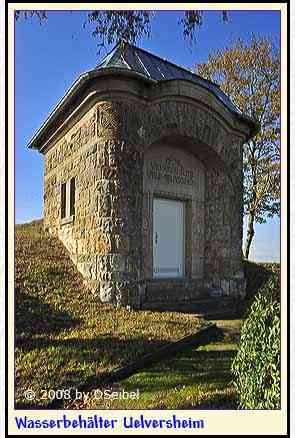
Hochbehälter Uelversheim
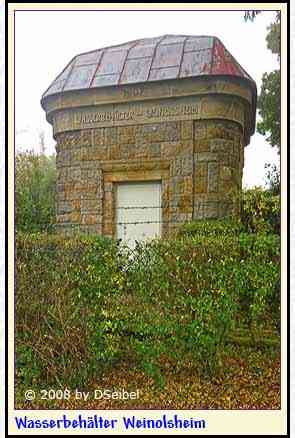
Hochbehälter Weinolsheim
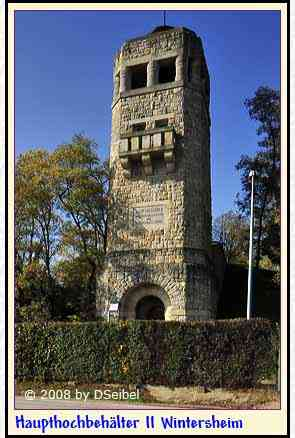
Haupt-Hochbehälter Wintersheim II

Das durch von Boehmer entworfene System bewährte sich grundsätzlich, es wurde aber in den folgenden Jahren stetig optimiert. So wurde die Maschinentechnik der Pumpwerke an den technischen Fortschritt angepasst. Der hohe Eisengehalt konnte durch zusätzliche technische Maßnahmen abgesenkt werden. Gewinnung und Verteilung des Uferfiltrats änderten sich entsprechend dem späteren Bedarf.

## Weitere Tätigkeiten
Neben seiner Tätigkeit als Amtsvorstand fand Bruno von Boehmer noch Zeit, in seinem Fachgebiet publizistisch tätig zu sein. So galt er als Kapazität für die Verbindung moderner technischer Verfahren mit rechtlich-organisatorischen und wirtschaftlichen Aspekten der regionalen Wasserversorgung.
Nach Abschluss des Projekts übernahm Bruno von Boehmer 1915 vorerst kommissarisch das Amt des Badedirektors in Bad Nauheim. Der Badedirektor war damals der ranghöchste Beamte des Großherzogtums vor Ort, ihm oblagen besonders die technischen Angelegenheiten, in wirtschaftlichen Fragen konnte er aber auch gegenüber anderen Abteilungen weisungsberechtigt sein. 1916 erhielt von Boehmer diese Aufgabe hauptamtlich und wurde gleichzeitig als Leiter des Tiefbauamtes angestellt. Damit wurde er Nachfolger von Carl Eser (1854–1915). Bad Nauheim gehörte damals zu den reichsweit größten Kurorten. Es hatte zahlreiche internationale Gäste, war also eines der sog. Weltbäder. Während des Ersten Weltkriegs besuchten es viele zivile und militärische Rekonvaleszenten aus den mit dem Deutschen Kaiserreich verbündeten anderen Mittelmächten Bulgarien, Österreich-Ungarn und der Türkei. Im benachbarten Wiesbaden wurde 1915 im Beisein Bruno von Boehmers ein „Deutsches Genesungsheim“ eigens für die „k. k. österreich-ungarische, ottomanische und bulgarische Armee und Marine“ eröffnet.
1920 kam als dritte Funktion die des Kurdirektors hinzu. 1923 ließ er das Nauheimer Kurgebäude mit den technischen Neuheiten der damaligen Zeit und einer großen Theaterbühne ausstatten und setzte damit das Werk von Wilhelm Jost fort.

## Ruhestand, Reaktivierung
1931 wurde Bruno von Boehmer wegen Erreichens der Altersgrenze in den Ruhestand versetzt. Mit Beginn des Zweiten Weltkriegs wurde er nochmals als stellvertretender Kurdirektor in Bad Nauheim eingestellt. Diese Tätigkeit übte er bis ins 75. Lebensjahr aus.

## Heirat, Nachkommen, Tod
1892 heiratete Bruno von Boehmer die Maria Carolina Fischer (1871–1964), Tochter des Gutsbesitzers Philipp Fischer und der Josephine Müller aus Germersheim. Ebenfalls in Karlsruhe wurde das einzige Kind, die Tochter Ilse (1894–1988), geboren. Sie heiratete 1918 den königlich preußischen Oberst Louis-Ferdinand von Matthießen (1868–1926). Die letzten Jahre verlebte Bruno in Wiesbaden, wo er starb. Das Grabmal von Bruno von Boehmer, seiner Frau und seiner Tochter ist auf dem Friedhof der Evangelischen Gemeinde Düsseldorf-Kaiserswerth.

## Würdigung und Ehrungen
Bruno von Boehmer war mit einer kurzen Unterbrechung von drei Jahren fast zwei Jahrzehnte Leiter der Kulturinspektion und gehört zweifellos zu deren bedeutendsten Dienststellenleitern. Durch Begabung und persönlichen Einsatz gelang es ihm, in Rheinhessen ein nahezu flächendeckendes Wasserversorgungssystem aufzubauen.
Die überlieferten Dokumente zeigen, dass er bei diesem Projekt auf seinerzeit völlig neuartige Weise Aspekte des Maschinen- und Wasserbaus mit solchen des Umweltschutzes, der Landschafts- und Industriearchitektur, der Politik, der Betriebs- und Volkswirtschaft und des Vereins- und Gemeinderechts verbunden hat.
Schreiben des zuständigen Ministeriums lobten daher mehrfach die Amtsführung von Bruno von Boehmer.
Nach der Eröffnung des Wasserversorgungsverbandes Rhein-Selz wurde er durch den Großherzog am 14. Oktober 1907 in Anbetracht seiner Verdienste mit dem Ritterkreuz I. Klasse des Verdienstordens Philipps des Großmütigen ausgezeichnet.
Eine erste Festschrift zu Lebzeiten von Boehmers kam 1932 anlässlich des 25-jährigen Jubiläums des Gruppenwasserwerks Rhein-Selz in Guntersblum heraus.
Die großräumigen Strukturen und die Gebäude, die Bruno von Boehmer Anfang des 20. Jahrhunderts plante und ausführen ließ, werden teilweise noch heute durch die Wasserversorgung Rheinhessen GmbH (WVR) genutzt oder sind zumindest als Denkmal erhalten. 100 Jahre nach Fertigstellung würdigte dieses Unternehmen daher durch eine Festschrift und mehrere Beiträge in regionalen Zeitungen das Werk Bruno von Boehmers.

## Schriften
- Die Gruppenwasserwerke in der Provinz Rheinhessen und des Bodenheimer Gebietes. R. Oldenbourg Verlag, München und Berlin 1906.
- Die Wasserversorgung des Selz-Wiesbach-Gebietes. R. Oldenbourg Verlag, München und Berlin 1906.
- Die Wasserversorgung des Seebach-Gebietes. R. Oldenbourg Verlag, München und Berlin 1906.
- Die Wasserversorgung des Rhein-Selz-Gebietes. R. Oldenbourg Verlag, München und Berlin 1907.Digitalisat.
- … in: Der Gesundheitsingenieur 1905, S. 20.
- … in: Journal für Gasbeleuchtung und Wasserversorgung 1905, S. 1090.
- … in: Journal für Gasbeleuchtung und Wasserversorgung 1906, S. 8 und S. 121.
- … in: Journal für Gasbeleuchtung und Wasserversorgung 1907, S. 289 und S. 449.
- … in: Journal für Gasbeleuchtung und Wasserversorgung 1908, S. 29.

### Genealogie
- Hans Friedrich von Ehrenkrook, Friedrich Wilhelm Euler: Genealogisches Handbuch der Adeligen Häuser / B (Briefadel nach 1400 nobilitiert), Band III, Band 17 der Gesamtreihe GHdA, Hrsg. Deutsche Adelsverbände in Gemeinschaft mit dem Deutschen Adelsarchiv, C. A. Starke, Glücksburg/Ostsee 1958, S. 47–48. ISSN 0435-2408
- Hans-Thorald Michaelis: Geschichte der Familie von Boehmer – In Fortführung der von Hugo Erich von Boehmer im Jahre 1892 verfassten Genealogie der von Justus Henning Boehmer abstammenden Familien Boehmer und von Boehmer sowie auch einiger der mit ihnen verschwägerten Familien. Rheinische Verlagsanstalt, Bonn-Bad Godesberg 1978, 247 Seiten. Privat-Archiv.

### Fachliteratur
- 25 Jahre Gruppenwasserwerk Rhein-Selz-Gebiet Guntersblum a. Rhein 1907–1932. Festschrift zum Jubiläum am 10. Dez. 1932. 1932. museum-digital. Museumsarchiv Guntersblum Bestandsnummer 03331
- Ulrich Kleine-Hering: Die Bauten der Rheinhessischen Wasserversorgung 1900–1914. Eine Demonstration staatlicher Organisation. In: Lebendiges Rheinland-Pfalz-Perspektiven aus Kultur und Geschichte des Landes. Verlag Krach, Mainz, S. 159–163 (ohne Jahr)
- Staatliches Amt für Wasser- und Abfallwirtschaft Mainz (Hrsg.), Anton Klipp (Red.): Von der Großherzoglichen Kulturinspektion zum Staatlichen Amt für Wasser- und Abfallwirtschaft Mainz. Ein Zentenarium 1895–1995. StAWA, Mainz 1995. DNB
- Wasserversorgung Rheinhessen GmbH (Hrsg.): 100 Jahre Wasserversorgung Rheinhessen GmbH 1904–2004. Bodenheim und Guntersblum, 2003.
- Frank Frey, Volker Sonneck, Peter Klöppel: 100 Jahre Trinkwasser aus dem Wasserwerk Guntersblum. Forum Verlag, Riedstadt 2007, ISBN 3-937316-27-2.